# Roquemaure (Gard)
Roquemaure ist eine französische Gemeinde mit 5528 Einwohnern (Stand 1. Januar 2022) im Département Gard der Region Okzitanien.

## Geographie
Roquemaure befindet sich am rechten Ufer der Rhône. Der Fluss bildet gleichzeitig die Grenze des Départements Gard zum Département Vaucluse. Die nächstgelegenen Städte sind das zehn Kilometer entfernte Orange und das zwölf Kilometer entfernte Avignon. Die Gemeinde gehört zum Weinbaugebiet Côtes du Rhône. Der Name stammt aus der Zeit, als der Fluss die Grenze zum Heiligen Römischen Reich bildete. Nur die rechte Flussseite gehörte zu Frankreich und trug daher den Namen La Côte du Rhône (Ufer der Rhône). Das Gemeindegebiet wird von der A9 sowie von zwei Eisenbahnlinien durchquert: der Schnellfahrstrecke LGV Méditerranée mit dem Viaduc de Roquemaure über die Rhone im Norden der Gemeinde sowie der Bahnstrecke Givors-Canal–Grezan, die heute nur noch für den Güterverkehr verwendet wird.
Die Gemeinde grenzt im Norden an Saint-Geniès-de-Comolas und Montfaucon, im Nordosten an Cabrières-d’Avignon, im Osten an Châteauneuf-du-Pape und Sorgues, im Südosten an Sauveterre, im Süden an Pujaut, im Südwesten an Tavel, im Westen an Lirac und im Nordwesten an Saint-Laurent-des-Arbres.

## Geschichte

### Name
Bis ins 12. Jahrhundert erschien der Ort unter dem Namen Rocca Maura, ab dem 13. Jahrhundert hieß er dann Ruppes maura. Seit dem 16. Jahrhundert trägt Roquemaure seinen heutigen Namen. Der Graf von Toulouse erwähnte den Ort im Jahr 1096 erstmals. Der Namensbestandteil Roque bzw. Rocca (Felsen) geht dabei offenbar auf eine Burg zurück, die sich auf einem Felsen befand. Wahrscheinlich diente sie im 8. und 9. Jahrhundert zur Abwehr der einfallenden Sarrazenen.
Darüber hinaus trug eine Familie den Namen des Ortes. Die Familie, die den Namen bereits im 12. Jahrhundert innehatte, stand dem Grafen von Toulouse nahe. Als ungeklärt gilt, ob es eine Verbindung zum gleichnamigen Dorf Roquemaure im Département Tarn gibt.

### Die Schlacht des Schlosses von Roquemaure
Die Schlacht, die 1590 stattfand, wurde in einem Dokument aus dem Jahr 1810 beschrieben. Diese Version wurde 1876 von Placide Cappeau in seinem Werk Le Château de Roquemaure (Das Schloss von Roquemaure) aufgegriffen. Bei der Schlacht handelt es sich um ein Ereignis während der Hugenottenkriege. Das Schloss war ein Stützpunkt der Katholiken, die sich gegen den protestantischen König Heinrich IV. wendeten. Der protestantische Seneschall von Beaucaire führte den Angriff aus. Die Schlacht dauerte vom 22. August bis zum 30. November 1590. Durch die Schlacht wurde der Verfall des Schlosses eingeleitet.

### Die Côtes du Rhône
Zu Beginn des 13. Jahrhunderts wurde die Viguerie von Uzès aufgeteilt. Es entstand die Viguerie Haute (Obere Viguerie) in den Cevennen und die Viguerie Basse (Untere Viguerie), die die Côtes du Rhône umfasste. Seitdem bezeichnet der Begriff „Côtes du Rhône“ nicht nur das unmittelbare Ufer der Rhône, was der Name vom Wortsinn her bedeutet, sondern eine ganze Region zwischen Bagnols-sur-Cèze und Villeneuve-lès-Avignon. Die Region war schon im 1. Jahrhundert nach Christus für die hervorragende Qualität ihres Weins bekannt. Im 12. Jahrhundert wurde der Wein aus Roquemaure sogar von Gervasius von Tilbury lobend erwähnt. Schon zu damaligen Zeiten existierte in Roquemaure ein Hafen; über sein Entstehungsdatum ist nichts bekannt. Nach einem Erlass des Grafen von Anjou aus dem Jahr 1367 wurden dort für kleine Warentransporte keine Gebühren erhoben.
Weil der Verkauf des lokalen Weins die einzige Einnahmequelle im Ort war, beschlossen die Verantwortlichen ein Einfuhrverbot auswärtiger Weine. Als dieses Verbot missachtet wurde, kam es im Jahr 1646 beinahe zu einer ernsten politischen Krise. Nachdem der Schwindel aufgeflogen war, mussten die Verkäufer des fremden Weins den Dorfmarkt verlassen. Da dieser Vorfall für große Aufregung bei den Einheimischen sorgte, empfingen die Verwalter am 28. Oktober 1646 insgesamt 150 Einheimische, um die Lage zu beruhigen. Ein Erlass vom 23. Januar 1657 bestätigte das Weineinfuhrverbot offiziell. Alle Gemeinden der Côte du Rhône ergriffen daraufhin dieselben Maßnahmen.
Durch einen harten Winter im Jahr 1709 wurden die Weinstöcke im gesamten Norden Frankreichs zerstört. Das führte zu einem starken Preisanstieg und sorgte für eine entsprechende Produktionssteigerung im Süden des Landes. Davon profitierte besonders der Hafen von Roquemaure. Im Jahr 1729 bildete ein Gesetz die Grundlage für individuell gestaltete Fässer der Côte du Rhône mit einem Fassungsvermögen von etwa 228 Liter. Entsprechend heftig war 1731 die Gegenwehr gegen einen Gesetzentwurf, der die Rückkehr zu einheitlichen Fässern vorsah. Im selben Jahr wurde in Frankreich ein Gesetz verabschiedet, das den Weinbau einschränkte und die Weinqualität damit steigern sollte.
Ein großer Teil des Weins wurde rhôneaufwärts (in Richtung Lyon) transportiert. Dazu verwendete man die Technik des Treidelns, wobei etwa 20 bis 40 Pferde oder Ochsen etwa fünf oder sechs Transportboote zogen. Der Transport dauerte so bis zu 20 Tage, der Rückweg nahm bei günstigen Bedingungen lediglich zwei oder drei Tage in Anspruch. Bis zu zweitausend Zugtiere waren täglich im Einsatz. Die Weine waren überregional gefragt. Ein gewisser Teil nahm über Bordeaux den Seeweg in die Niederlande. 1735 war die Nachfrage so groß, dass über den örtlichen Hafen nicht mehr alle Lieferungen bewältigt werden konnten. Daher musste man teilweise auf den benachbarten Hafen von L’Ardoise ausweichen. Seit 1737 sind die Winzer der Côte du Rhône berechtigt, ihre Fässer mit der Aufschrift C.D.R. zu versehen.
Durch eine Verstärkung des Wettbewerbs und eine entsprechende Preissteigerung wurden viele kleinere Betriebe in der Folgezeit aus dem Geschäft gedrängt. Währenddessen war man in Roquemaure immer noch strikt auf die Einhaltung der Produktionsregeln fixiert. Seit 1829 ist der Hafen von Roquemaure nicht mehr nutzbar. Zwar entstand etwa zur selben Zeit ein neuer Hafen, doch auch dieser ließ sich nicht mehr so einfach nutzen. Zaghafte Renovierungsversuche wurden durch eine große Rhôneflut im Jahr 1840 völlig zunichtegemacht. 1842 erbat die Gemeinde beim Präfekten die Errichtung eines kleinen Kais, womit der Zugang zum Fluss erhalten werden sollte. Erstmals 1864 bemühten sich die Winzer der Côtes du Rhône um eine Erweiterung ihres Anbaugebiets, so dass bis heute zu den ursprünglichen Gemeinden des Weinbaugebiets viele weitere hinzugekommen sind.
1864 war auch das Jahr, in dem in Pujaut erstmals die Reblaus erschien. Ein Jahr später trat sie erstmals in Roquemaure auf, in den Folgejahren zerstörte sie große Teile der französischen Weinanbaugebiete. So wurde die Region Ausgangspunkt einer großen Katastrophe. Historiker mutmaßen, dass diese das Land schwerer traf als die Auswirkungen des deutsch-französischen Krieges 1870/1871.
Im Jahr 1931 forderte eine einflussreiche Winzervereinigung die Auflösung der Marke Côte du Rhône, weil der Name lediglich eine Zusammenfassung verschiedener Weinsorten sei. Die Klage wurde mit Verweis auf die lange Tradition des Namens abgelehnt. 1937 wurde per Erlass die Umbenennung der Marke Côte du Rhône in Côtes du Rhône verfügt.

### Der Goldrausch in Roquemaure
Durch ein Gesetz aus dem Jahr 1769 wurde die Goldgewinnung in einigen Flüssen des Königreichs Frankreich ermöglicht. Auch der Sand der Rhône bei Roquemaure enthielt etwas Gold. Zwei Herren, der Marquis von Luchet und ein Baron, die von der Herzogin von Villeroy unterstützt wurden, versuchten sich zunächst bei Valence an der Goldgewinnung. Dieser und ein weiterer Versuch bei Avignon scheiterten. Daraufhin richtete der Marquis von Luchet sein Augenmerk auf Roquemaure. Am 21. August 1769 pachtete er für einen Zeitraum von 18 Jahren das Schloss sowie ein angrenzendes Gebiet. Dies kostete ihn 48 Livres Jahresmiete. Die Wahl fiel auf Roquemaure, weil der Hafen besondere Vorteile zur Beschaffung des Verarbeitungsmaterials und zum Absatz der fertigen Produkte bot. Allerdings verkaufte der Marquis kurz darauf seine Pacht an zwei Herren weiter, die ihm zuvor das nötige Geld für eine Gießerei geliehen hatten. Sie investierten dabei ihr ganzes Vermögen in das Projekt. Der Marquis beschäftigte sich danach in einem anderen Ort mit der Gründung einer Bleimine. Ab 1770 baute er dann auf dem ehemals gepachteten Gebiet eine Blei- und Goldgießerei, obwohl er dieses nicht einmal mehr besaß. Außerdem baute er diverse weitere Gebäude, unter anderem für künftige Angestellte. Mit dem Bau beschäftigte er bis zu 300 Arbeiter. Bereits im Oktober 1770 war der Marquis pleite, fand aber einen reichen Geldgeber für die Finanzierung seines Vorhabens. Im April 1771 verließ der verschuldete Marquis Roquemaure für immer und ließ eine Baustelle zurück. Die nicht mehr genutzte Gießerei wurde während der Revolution beschädigt, 1791 wurden die Reste versteigert.

### Bevölkerungsentwicklung
| Jahr      | 1962 | 1968 | 1975 | 1982 | 1990 | 1999 | 2008 | 2017 |
| Einwohner | 2925 | 3411 | 3646 | 4053 | 4647 | 4848 | 5238 | 5481 |

## Sehenswürdigkeiten

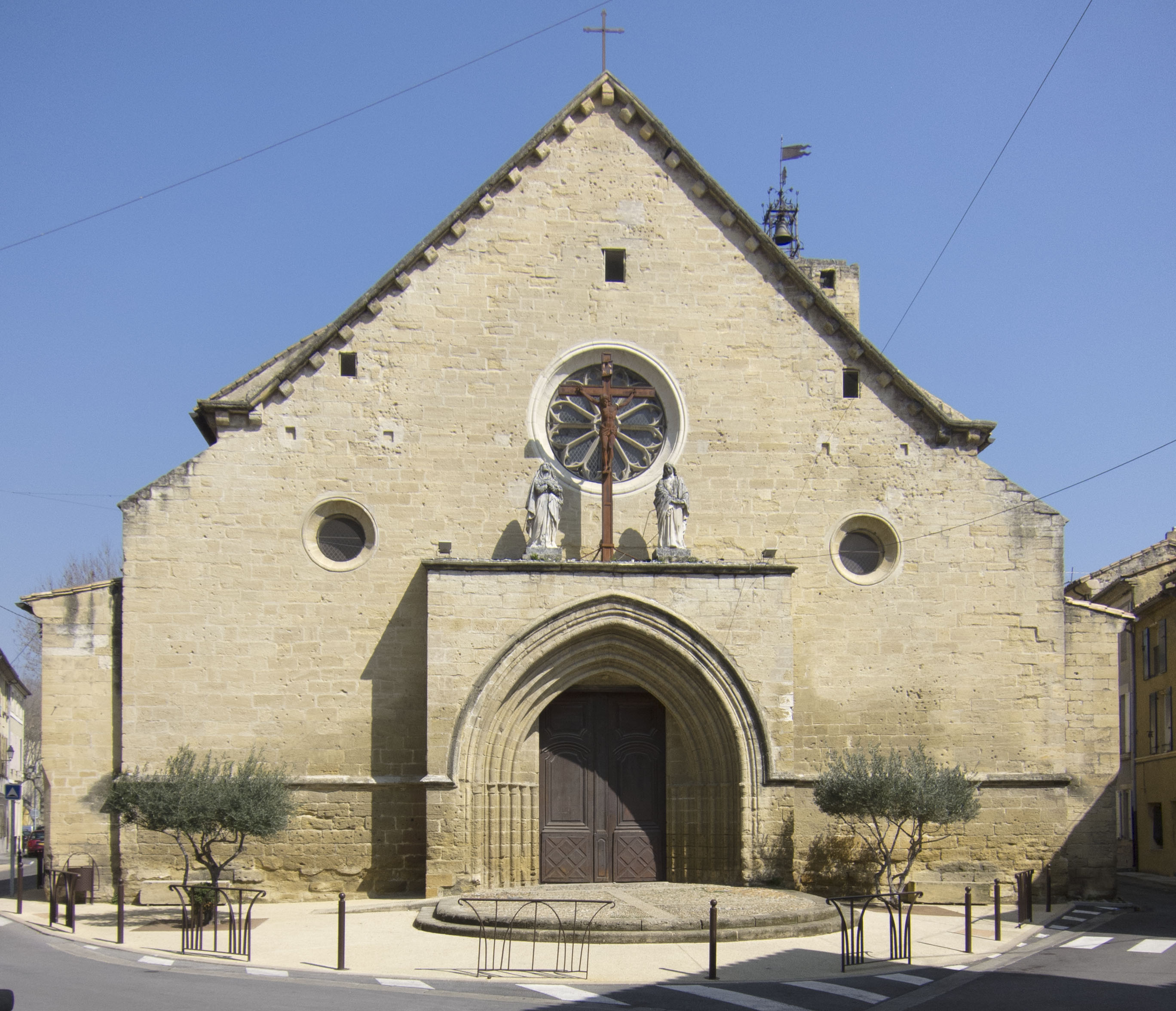
Kirche Saint-Jean-Baptiste

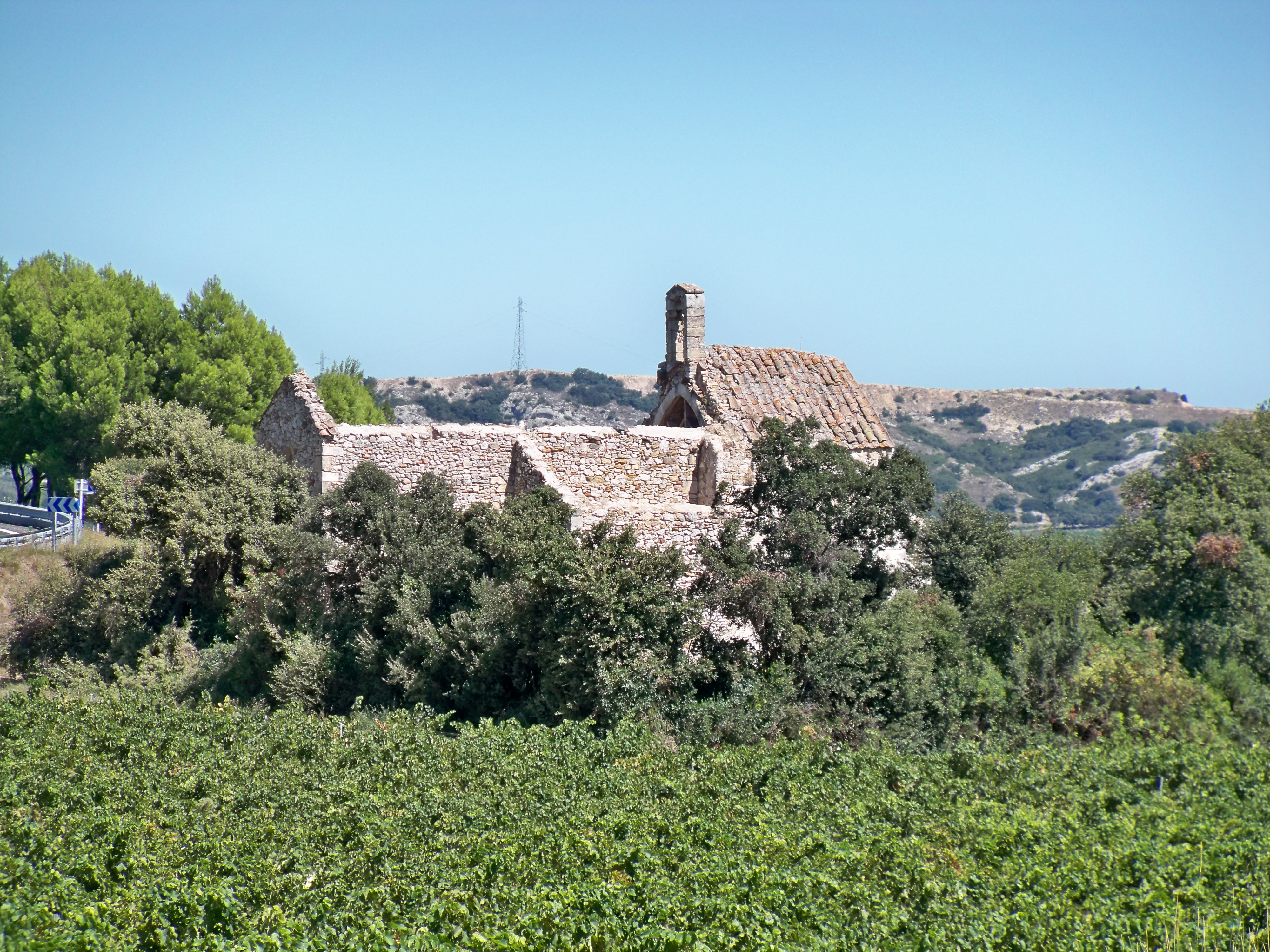
Kapelle Saint-Agricol

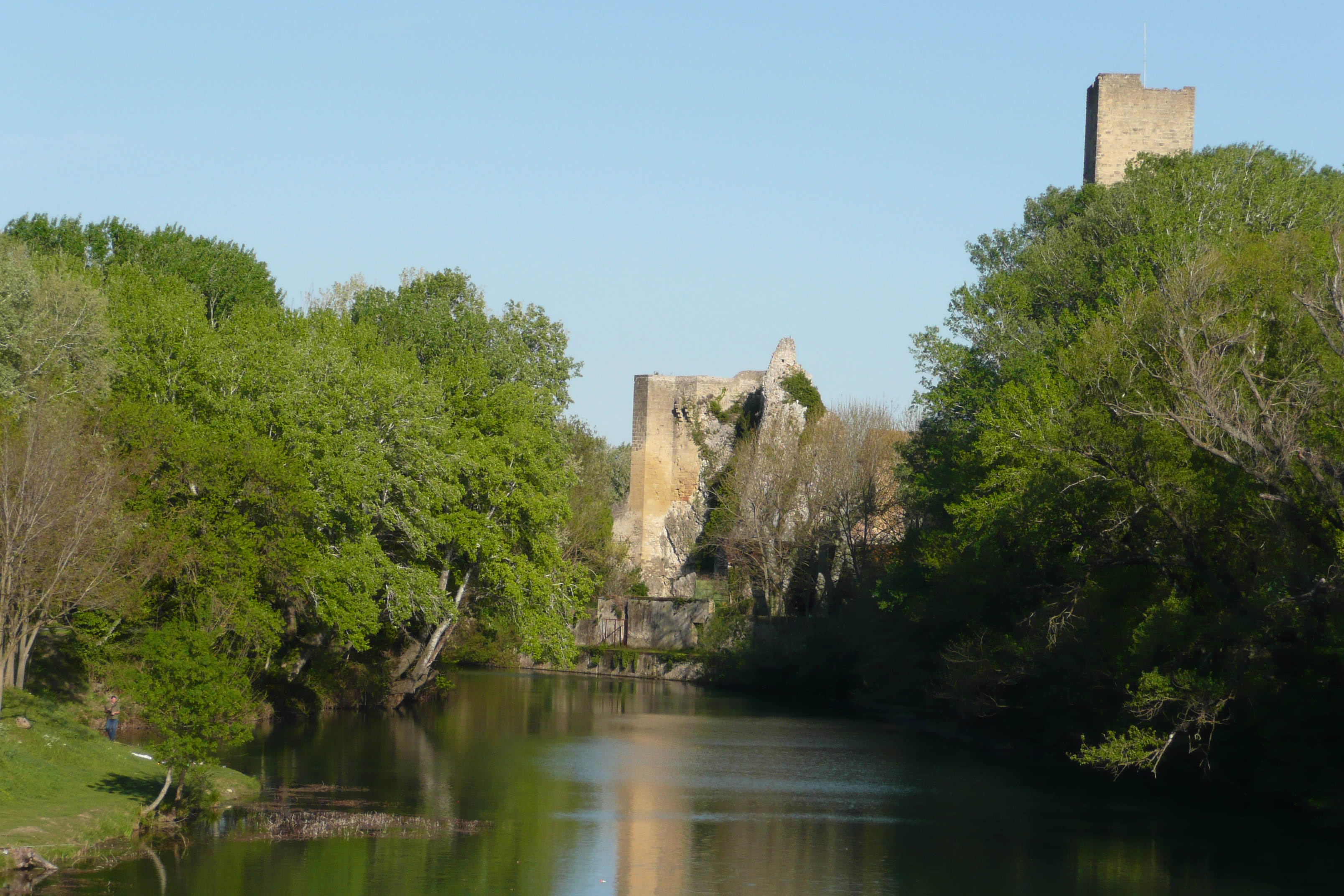
Ruine des Schlosses von Roquemaure

### Kirche
Die Kirche von Roquemaure ist nach Johannes dem Täufer Saint-Jean-Baptiste benannt und stammt aus dem 14. Jahrhundert. Sie ist in provenzalischer Gotik erbaut enthält eine historische Orgel, die 1690 von den Gebrüdern Julien aus Marseille für die Franziskanerkirche in Avignon gebaut, kurz vor 1800 in den Revolutionswirren nach Roquemaure verlegt und 1820 mit einem Prospekt versehen wurde. Zudem enthält sie seit 1868 Reliquien von Valentin von Terni.

### Kapellen
Die Kapelle Saint-Joseph-des-Champs befindet sich zwei Kilometer außerhalb des Ortskerns an der Nationalstraße 576. Früher lag sie an einer Straße, die das Languedoc mit der Dauphiné verband. Die Kapelle entstand bereits sehr früh, offenbar auf den Überresten einer noch älteren Siedlung, da an der Kapelle Spuren dieser Siedlung gefunden wurden. Im Jahr 798 besiegte Karl der Große bei Rochefort-du-Gard die Sarrazenen, worauf die Gründung der Kapelle zurückgeht. Ihr heutiges Aussehen ist jedoch stark verändert. Eine besonders große Erweiterung der Kapelle wurde im späten 17. oder im frühen 18. Jahrhundert vorgenommen. An derselben Straße liegt die Kapelle Saint-Agricol de Albaredo. Diese entstand spätestens im 10. Jahrhundert. Vermutlich entstand im 12. oder 13. Jahrhundert in der Nähe eine weitere Kapelle, die heute allerdings nicht mehr erhalten ist.
An einer Wegkreuzung befindet sich die Kapelle Saint-Sauveur-de-Truel. Der Namensbestandteil Truel leitet sich von einer Kelter ab, die wahrscheinlich zu einer römischen Villa gehörte, heute aber nicht mehr erhalten ist. Die Kapelle ist von mehreren Kirchen umgeben, die alle nur zwei oder drei Kilometer entfernt liegen. Dies ist ein Beleg für die zahlreichen Kirchenneubauten während des Mittelalters. Früher existierte nördlich der Kapelle ein Friedhof. Zunächst gehörte die Kapelle der Abtei Saint-André in Villeneuve-lès-Avignon. Später befand sie sich zeitweise im Besitz des Templerordens. Das Entstehungsdatum ist unbekannt, mehrere Elemente deuten auf eine Entstehung im späten 11. Jahrhundert hin. Eventuell befand sich an ihrer Stelle zuvor die Olivenölmühle einer römischen Villa.

### Schlösser
Das Schloss von Roquemaure wurde im Jahr 1209 erstmals erwähnt. Es gehörte, wie auch der Ort, zunächst dem Grafen von Toulouse, der es zusammen mit acht weiteren Schlössern an die katholische Kirche abtreten musste. 1229 ging der Ort in den Besitz des französischen Königs über. Im 14. und 15. Jahrhundert hielten sich viele wichtige Persönlichkeiten, darunter Könige und sogar ein Papst, im Schloss auf. Papst Clemens V. wohnte dort mehrere Tage zur Erholung und starb am 20. April 1314 im Schloss von Roquemaure. In den Jahren 1590 und 1591 wurde das Schloss während der Hugenottenkriege teilweise zerstört. Nach der Französischen Revolution wurden die Steine des Schlosses als Baumaterial verwendet. Dementsprechend ist es heute nicht mehr erhalten.
Auf dem Gemeindegebiet befinden sich außerdem das Château de Truel im Weiler Truel und das Château de Cluny.

## Städtepartnerschaft
Die Stadt pflegt eine Partnerschaft mit der hessischen Gemeinde Ehringshausen. Der Partnerschaftsvertrag wurde im Oktober 1972 von den Bürgermeistern der beiden Kommunen unterzeichnet.

## Persönlichkeiten
- Michel de Cubières (1752–1820), Schriftsteller
- Alphonse Louis Nicolas Borrelly (1842–1926), Astronom
- Humbert Clérissac (1864–1914), katholischer Theologe